# Michelle Thaller
Michelle Thaller  (Waukesha, 28 de noviembre de 1969) es una astrónoma y científica investigadora estadounidense. Anteriormente, fue directora adjunta de comunicación científica en el Centro de vuelo espacial Goddard de la NASA. Se jubiló en 2024 después de 27 años en la NASA.
De 1998 a 2009 fue científica del personal del Centro de Procesamiento y Análisis de Infrarrojos , y más tarde directora del programa de Educación y Difusión Pública del Telescopio Espacial Spitzer , en el Instituto de Tecnología de California. Es una colaboradora frecuente frente a la cámara en la programación de The History Channel y Science Channel .

## Biografía
Originaria de Wisconsin, Thaller se graduó de la escuela secundaria Waukesha South High School en 1988. Asistió a la Universidad de Harvard, donde se especializó en astrofísica y trabajó en la medición de precisión de estrellas binarias, recibiendo una licenciatura en 1992. En la Universidad Estatal de Georgia, Thaller trabajó en vientos en colisión en sistemas binarios masivos cercanos. Recibió un doctorado en 1998.
Thaller colabora habitualmente con la edición en línea del Christian Science Monitor, para el que escribe una columna mensual sobre ciencia, [y aparece en el programa The Universe de History Channel y en las series How the Universe Works , Strip the Cosmos y The Planets and Beyond de The Science Channel . En 2016 y 2017, Thaller fue autora y presentadora de la serie PRX/Sky & Telescope Orbital Path Podcasts, y en 2008 contribuyó y apareció en la galardonada serie de podcasts en vídeo del telescopio espacial Spitzer de la NASA, IRrelevant Astronomy.

## Vida personal
Michelle Thaller se casó con su colega astrónomo Andrew Booth. Andrew, profesor titular de la Universidad de Sídney, se mudó de Australia para estar con Michelle en Pasadena, California, durante su posdoctorado. 